# Valga (kommun)
Valga är en kommun i Spanien. Den ligger i provinsen Pontevedra i den autonoma regionen Galicien i nordvästra delen av landet, 500 km nordväst om huvudstaden Madrid. Antalet invånare är 5 671 (2024).